# Ekenäs (Kalmar)
Ekenäs is een plaats in de gemeente Kalmar in het landschap Småland en de provincie Kalmar län in Zweden. De plaats heeft 104 inwoners (2005) en een oppervlakte van 27hectare. vinden. Ekenäs grenst direct aan een baai van de Oostzee voor de rest wordt de plaats omringd door zowel landbouwgrond als bos. Vroeger werkte het grootste deel van de bevolking van Ekenäs in een in de plaats gelegen scheepswerf, maar tegenwoordig pendelen de meeste mensen uit Ekenäs voor hun werk naar de ongeveer twintig kilometer ten noorden van het dorp gelegen stad Kalmar. Er zijn vrij veel vakantiehuisjes in de plaats te vinden.